# Binghamton

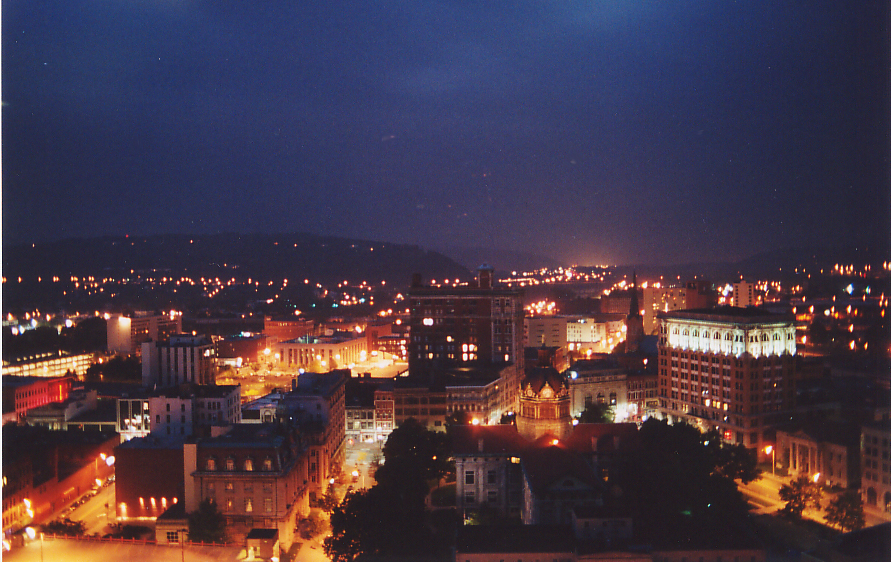
Panorama Binghamton

Binghamton – miasto w Stanach Zjednoczonych, w stanie Nowy Jork, nad rzeką Susquehanna. Około 47,4 tys. mieszkańców.
W mieście rozwinął się przemysł maszynowy, elektroniczny, włókienniczy oraz obuwniczy.

## Sport
- Binghamton Senators - klub hokejowy

## Miasta partnerskie
- Borowicze, Rosja
- La Teste-de-Buch, Francja